# Sagar Vikas
Sagar Vikas/Sagar Lakshmi – індійська самопідіймальна бурова установка. Відома аварією, що сталась при проведенні бурових робіт.

## Загальна інформація
Судно, яке стало другим у флоті індійської державної Oil and Natural Gas Corporation (ONGC), спорудили в 1980 році на японській верфі Hitachi Shipbuilding Saikai у Осаці. За своїм архітектурно-конструктивним типом воно відносилось до самопідіймальних (jack-up), мало три опори та було здатне витримувати шторм при максимальній висоті хвиль до 18 метрів і швидкості вітра до 86 вузлів. Судно могло вести буріння при глибинах моря до 91 метра та споруджувати свердловини довжиною 6,1 км.

## Роботи на Бомбей-Хай та аварія
По прибутті до Індії «Sagar Vikas» задіяли для робіт на найбільшому нафтовому родовищі Індії Бомбей-Хай, зокрема, відомо, що установка всього за 63 доби спорудила чотири свердловини на платформі SM.
В липні 1982-го установка здійснювала буріння п’ятої свердловини на платформі SJ. 27 липня на глибині біля 1,7 км нижче морського дна бурове долото потрапило у зону зі слабким спротивом, як з’ясувалось пізніше – поклад із високим тиском. 30 липня керівництво буровими роботами вирішило заглушити свердловину та підняти превентор, що призвело до неконтрольованого викиду газонафтоводяної суміші. 
На той момент біля сусідньої платформи перебувало два судна, що терміново підійшли до SJ та за десять хвилин прийняли 72 із 74 осіб, що перебували в районі аварії. Їх переміщення на палубу суден провели за допомогою крану, яким керували ще два члени екіпажу. По завершенні цієї рятувальної операції кранівники заглушили генератори та змогли перебратись у гумовий човен.
2 серпня 1982-го сталось займання газонафтового фонтану. Пожежні кораблі «Pacific Constructor» та «Gulfleet-46» безуспішно поливали бурову установку та платформу водою, проте 5 серпня пожежа припинилась сама, ймовірно, через накопичення уламкової породи у свердловині. Втім, невдовзі викид відновився, що несло й загрозу поновлення пожежі. Із Оману викликали напівзанурювану бурову установку «Dixilyn-Field 95» на випадок необхідності спорудження розвантажувальної свердловини, яка б допомогла стравити тиск у аварійному покладі. Також задіяли щонайменше ще три пожежні кораблі. У підсумку через 42 доби після інциденту SJ-5 вдалось заглушити.
«Sagar Vikas» отримала серйозні пошкодження, від впливу високих температур похилились бурова вишка та майданчик для гелікоптерів.

## Подальша служба
В 1986-му установку перейменували на «Sagar Lakshmi».
Після двох з половиною десятків років служби як бурова установка, «Sagar Lakshmi» була переобладнана у мобільну процесингову платформу. З 2006-го її встановили на дрібному нафтовому родовищі D-1 поряд із водонагнітальною платформою, з якою «Sagar Lakshmi» з’єднали містком. Тут «Sagar Lakshmi» кілька років провадила первинну підготовку нафти із піковим показником у 17,5 тисяч барелів на добу. Втім, успішне розвідувальне буріння суттєво збільшило запаси проекту і наприкінці 2012-го D-1 мало отримати повноцінну плавучу установку із видобутку, зберігання та відвантаження продукції  «Armada Sterling», що мала потужність по прийому продукції у 50 тисяч барелів на добу.
Планувалось, що «Sagar Lakshmi» використають в проекті облаштування дрібних родовищ кластеру B-127 (B-127, B-157, B-59), де її мали встановити в районі з глибиною моря 55 метрів поряд із платформою B-127. Перед новим завданням «Sagar Lakshmi» мала пройти доковий ремонт та модернізацію, щодо яких уклали угоду з верф’ю Pipavav Shipyard. Втім, власник останньої потрапив у процедуру банкрутства, так що реалізація проекту затягнулась на багато років і станом на весну 2022-го було невідомо про якісь зрушення.